# Porpita linneana
Porpita linneana är en nässeldjursart som beskrevs av René-Primevère Lesson 1843. Porpita linneana ingår i släktet Porpita och familjen Porpitidae. Inga underarter finns listade i Catalogue of Life.